# Bolesław Jaśkiewicz (działacz muzyczny)
Bolesław Jaśkiewicz (ur. 1 sierpnia 1875 w Poznaniu, zm. 13 stycznia 1948 tamże) – polski działacz ruchu śpiewaczego.

## Życiorys
Od lat chłopięcych odznaczał się muzykalnością i został przyjęty do Chóru Katedralnego, gdzie śpiewał do II wojny światowej. Uzyskał zawód stolarza. W 1900 wstąpił do Koła Śpiewaczego Polskiego. W latach 1901–1903 był radnym miejskim w Poznaniu. W 1909 został prezesem Okręgu I Poznańskiego Wielkopolskiego Związku Śpiewaczego. W 1919 został delegatem do Wielkopolskiego Związku Śpiewaczego, a w 1926 ponownie radnym miejskim. Podczas jego prezesury Okręg I Poznański uległ znacznemu rozwojowi (do 25 zrzeszonych chórów). Był też członkiem chóru "Arion" (do śmierci). Został jego członkiem honorowym. Do końca życia był członkiem Poznańskiego Towarzystwa Muzycznego. Pochowano go na cmentarzu górczyńskim.

## Odznaczenia
Został odznaczony m.in.:
- Krzyżem Zasługi,
- honorową odznaką II stopnia - srebrną Zjednoczenia Polskich Zespołów Śpiewaczych i Instrumentalnych[1].